# Groupe Bruxelles Lambert
Groupe Bruxelles Lambert (GBL) er et belgisk holdingselskab og investeringsvirksomhed. De investerer i forskellige sektorer og virksomheder,
og de har investeringer i følgende selskaber: Imerys 19,4%, LafargeHolcim 18,1%, Adidas 15,9%, SGS 14,4%, Pernod Ricard 12,6%, Umicore 5,8%, Total 4,4%, Ontex 2,8% og Burberry 1%.